# Novelbright ユーダイナマイトニッポン
『Novelbright ユーダイナマイトニッポン』（ノーベルブライトユーダイナマイトニッポン）はニッポン放送で2020年11月12日から2021年3月25日まで放送されたトーク番組。

## 概要
この番組ではNovelbrightのボーカル・竹中雄大がメインパーソナリティを担当して、トークや「SNSでバズらせる」企画もので、バンドの「更なるステージアップ」を目指すもの。
放送開始日の2020年11月12日の時点では番組タイトルが決まっていないことから、番組タイトルをSNSに寄せられたタイトル案の中から、生放送で決定した。

## 放送時間
- 毎週木曜21:00-21:20

## パーソナリティ
- 竹中雄大（Novelbright・ボーカル）